# Eosybra bipunctata
Eosybra bipunctata là một loài bọ cánh cứng trong họ Cerambycidae.